# Pokój augsburski
Pokój augsburski (również Augsburski pokój religijny) – pokój zawarty 25 września 1555 roku między cesarzem Karolem V a protestanckimi książętami Rzeszy w Augsburgu. Stwierdzając zasadę cuius regio, eius religio (czyj kraj, tego religia) przewidywał współistnienie obok siebie katolicyzmu i luteranizmu. Kończył drugą wojnę religijną, toczącą się w latach 1552–1555.
Pokój augsburski potwierdzał polityczny i religijny podział Rzeszy Niemieckiej, dawał książętom prawie pełną samodzielność w swoich krajach oraz zahamował proces zjednoczeniowy Niemiec aż do XIX wieku.
Choć akt pokojowy był wyrazem tolerancji wyznaniowej, to dotyczyła ona jedynie panujących. W praktyce ludność każdego księstwa musiała przyjąć, zależnie od woli miejscowego władcy, jedną z religii. Poddani musieli przyjąć wyznanie panującego, w przeciwnym wypadku zmuszeni byli opuścić kraj.
Mimo że pokój przyczynił się do złagodzenia napięć religijnych w Rzeszy, wiele spraw nadal pozostawiał otwartych. Nie poruszone zostało w nim równouprawnienie wyznawców anabaptyzmu i kalwinizmu, którzy mogli spodziewać się prześladowań z obu stron. Ostatecznie problemy te doczekały się rozstrzygnięcia w traktacie westfalskim, zawartym prawie sto lat później po krwawej wojnie trzydziestoletniej.